# Пауки-теридиосоматиды
Пауки-теридиосоматиды (лат. Theridiosomatidae) — маленькое семейство аранеоморфных пауков, насчитывающее 106 видов в 18 родах (по состоянию на октябрь 2015 г.).

## Паутина
Этих пауков можно узнать по их коническим ловчим сетям.

## Классификация
Категоризация по подсемействам ссылаясь на Биологический Каталог Joel Hallan:
- Eperiotypinae

- Epeirotypus O. P-Cambridge, 1894 — от Мексики до Коста-Рики
- Naatlo Coddington, 1986 — Центральная и Южная Америка

- Ogulninae

- Ogulnius O. P.-Cambridge, 1882 — Центральная и Южная Америка, Южная Азия

- Platoninae

- Chthonos Coddington, 1986 — Южная Африка
- Plato Coddington, 1986 — Южная Америка

- Theridiosomatinae

- Andasta Simon, 1895 — Южная Азия
- Baalzebub Coddington, 1986 — Центральная и Южная Африка, Австралия
- Epilineutes Coddington, 1986 — от Мексики до Бразилии
- Theridiosoma O. P.-Cambridge, 1879 — всемирно
- Wendilgarda Keyserling, 1886 — Центральная и Южная Америка, Азия
- Zoma Saaristo, 1996 — Сейшельские острова

- incertae sedis

- Parogulnius Archer, 1953 — США